# Potres u Turskoj i Siriji 2023.
Snažan potres i brojni naknadni potresi pogodili su južnu i središnju Tursku te sjevernu i zapadnu Siriju 6. veljače 2023. u 04:14 po lokalnom vremenu. Epicentar je bio 34 kilometra zapadno od turskog grada Gaziantepa, a magnituda je iznosila 7,8 MW. 
Taj potres bio je najsmrtonosniji i najsnažniji potres u povijesti Turske od onog kraj Erzincana 1939. te drugi najjači u povijesti Turske, nakon potresa koji je 1668. zahvatio sjevernu Anatoliju. Također je bio najsmrtonosniji potres u povijesti Sirije od potresa kraj Alepa 1822. te najsmrtonosniji u svijetu od potresa na Haitiju 2010. Osim u Turskoj i Siriji, potres je uzrokovao štetu u Izraelu, Libanonu i Cipru. Poginulo je preko 59 tisuća ljudi. Među njima je bio i ganski nogometni reprezentativac Christian Atsu.